# Södermanlands runinskrifter 138
Södermanlands runinskrifter 138 är en vikingatida runsten av gråsten i Aspa, Ludgo socken och Nyköpings kommun. Runstenen är 2,1 meter hög och 0,9 meter bred vid basen. Runhöjden är 7-11 centimeter.

## Inskriften
Translitterering av runraden:
: hiar : stainr : stin : at : kuþan : ybis : arfa : ak : þurunaʀ kylu : broþurs : kuþ hialbin : at :
Normalisering till runsvenska:
Hier stændr stæinn at goðan Øpis arfa ok Þorunnaʀ, Gyllu broðurs. Guð hialpin and.
Översättning till nusvenska:
Här står stenen efter den gode arvingen till Öpir - Gyllas broder - och Torunn. Gud hjälpe anden.
alternativt
Här står stenen efter Öpirs - Gyllas broders - och Torunns gode arvinge. Gud hjälpe anden.